# Zalesina
Zalesina je naselje u Hrvatskoj u sastavu Grada Delnica. Nalazi se u Primorsko-goranskoj županiji.

## Zemljopis
Sjeverozapadno su Delnice, park šuma Japlenški vrh, Gornji Turni, Donji Turni, Raskrižje Tihovo, Gornje Tihovo, Donje Tihovo i Marija Trošt, jugozapadno su Lučice, zapadno je Dedin, sjeveroistočno su geomorfološki rezervat Vražji prolaz i Zeleni vir, Podstena i Skrad, jugoistočno je Ravna Gora, južno je su Stari Laz.

## Stanovništvo
Naselje broji nekoliko desetaka stanovnika.
| broj stanovnika | 73    | 133   | 113   | 117   | 154   | 149   | 183   | 188   | 126   | 116   | 127   | 118   | 99    | 102   | 53    | 41    | 31    |
|                 | 1857. | 1869. | 1880. | 1890. | 1900. | 1910. | 1921. | 1931. | 1948. | 1953. | 1961. | 1971. | 1981. | 1991. | 2001. | 2011. | 2021. |

## Ostalo
U mjestu se nalazi Nastavno-pokusni objekt „Zalesina" Fakulteta šumarstva i drvne tehnologije u Zagrebu.